# Herman Frison
Herman Frison (Geel, 16 april 1961) is een Belgisch voormalig wielrenner Hij was jarenlang ploegleider bij Lotto Soudal tot september 2021. Zijn neef, Frederik is ook een professioneel wielrenner.

## Belangrijkste overwinningen
1982
- 7e etappe Ronde van de Kempen, Oud-Turnhout

1983
- 3e etappe deel A Ronde van Nederland

1984
- Booischot

1985
- Tongerlo, Westerlo

1986
- GP Stad Vilvoorde
- Chaumont - Gistoux
- Leeuwse Pijl, St.Pieters-Leeuw

1987
- Peer, Criterium (BEL)
- 2e etappe Vierdaagse van Duinkerken
- Eindklassement Vierdaagse van Duinkerken
- Grote 1-Mei Prijs
- 4e etappe Ronde van Frankrijk, Pforzheim

1988
- Polder-Kempen
- Kalmthout, Kalmthout
- Humbeek, Humbeek
- 2e etappe Post Danmark Rundt, Esbjerg
- Geetbets

1989
- Omloop Hageland-Zuiderkempen
- Sint-Katelijne-Waver
- Viane

1990
- Nokere Koerse
- Gent-Wevelgem, Wevelgem
- 2e etappe Tour de la Communauté Europeènne, Profondeville

1991
- Nationale Sluitingsprijs
- Wetteren, Dernycriterium

1992
- Wavre
- Dilsen

1993
- Druivenkoers - Overijse

1994
- Heusden O-Vlaanderen

## Belangrijkste ereplaatsen
1983
- 3e in Eindklassement Ronde van Nederland
- 2e in 2e etappe Ronde van België, Amateurs, Lembeek
- 2e in Nationaal Kampioenschap, Op de weg, Amateurs, België, Marchovelette

1985
- 3e in Omloop der Vlaamse Ardennen Ichtegem, Ichtegem

1986
- 2e in 2e etappe Ronde van België, Genval
- 2e in Kampioenschap van Vlaanderen - Koolskamp, Koolskamp

1987
- 2e in Dwars door Vlaanderen/Dwars door België, Waregem
- 3e in Gent - Wevelgem, Wevelgem
- 3e in Nationaal Kampioenschap, Op de weg, Elite, België, St-Katelijne-Waver

1988
- 3e in Druivenkoers - Overijse
- 2e in Nationaal Kampioenschap, Op de weg, Elite, België, Tournai
- 3e in 2e etappe Ronde van België, Soignies

1989
- 2e in Ronde van Vlaanderen, Meerbeke
- 3e in Kampioenschap van Vlaanderen - Koolskamp, Koolskamp

1990
- 3e in Rund um Köln

1991
- 3e in La Marseillaise

1992
- 2e in GP Impanis

1993
- 2e in Paris - Bourges
- 2e in GP Jef Scherens

1994
- 2e in Izegem
- 2e in Oostrozebeke

## Resultaten in voornaamste wedstrijden
| Jaar | Ronde van Italië | Ronde van Frankrijk | Ronde van Spanje |
| ---- | ---------------- | ------------------- | ---------------- |
| 1985 |                  |                     | 93e              |
| 1986 |                  |                     |                  |
| 1987 | opgave           | 122e (1)            |                  |
| 1988 |                  |                     |                  |
| 1989 |                  | opgave              | opgave           |
| 1990 |                  |                     |                  |
| 1991 |                  |                     |                  |
| 1992 |                  | 111e                |                  |
| 1993 |                  | 114e                |                  |
| 1994 |                  | opgave              |                  |
| 1995 |                  | buiten tijd         |                  |
| 1996 |                  |                     |                  |

| Jaar | Milaan-San Remo | Gent-Wevelgem | Ronde van Vlaanderen | Parijs-Roubaix | Amstel Gold Race | Brabantse Pijl | Parijs-Brussel | Omloop Het Volk |  | WK op de weg |  | Wereldranglijsten |
| ---- | --------------- | ------------- | -------------------- | -------------- | ---------------- | -------------- | -------------- | --------------- |  | ------------ |  | ----------------- |
| 1985 |                 |               |                      | 31e            |                  |                |                |                 |  |              |  |                   |
| 1986 |                 |               |                      |                | 18e              |                |                |                 |  |              |  |                   |
| 1987 |                 | Brons         |                      | 29e            |                  | 6e             |                | 8e              |  | opgave       |  | 42e (SPP)         |
| 1988 |                 |               |                      | 9e             |                  |                | 8e             |                 |  | opgave       |  | 36e (UWB)         |
| 1989 |                 | 31e           | ↑                    | 7e             | 44e              |                | 14e            |                 |  |              |  | 9e (UWB)          |
| 1990 | 96e             | Goud          | 82e                  | 51e            | 83e              | 4e             | 75e            |                 |  |              |  |                   |
| 1991 |                 |               | 64e                  |                |                  | 15e            |                |                 |  |              |  |                   |
| 1992 |                 | 66e           | 56e                  |                |                  |                |                |                 |  |              |  |                   |
| 1993 | 88e             |               | 29e                  | 18e            |                  |                |                | 25e             |  |              |  |                   |
| 1994 | 153e            | 83e           |                      | 38e            |                  |                | 22e            |                 |  |              |  |                   |
| 1995 | 150e            | 44e           | 16e                  |                |                  |                | 61e            |                 |  |              |  |                   |
| 1996 |                 | 74e           |                      | 18e            |                  |                |                | 4e              |  |              |  |                   |

## Ploegen
- 1983 - Safir-Van de Ven
- 1984 - Safir-Van de Ven
- 1985 - Safir-Van de Ven
- 1986 - Roland-Van de Ven
- 1987 - Roland-Skala
- 1988 - Roland
- 1989 - Histor-Sigma
- 1990 - Histor-Sigma
- 1991 - Histor-Sigma
- 1992 - Tulip Computers
- 1993 - Lotto-Caloi
- 1994 - Lotto-Caloi
- 1995 - Lotto-Isoglass
- 1996 - Lotto-Isoglass